# Grums
Grums ist ein Ort (tätort) in der schwedischen Provinz Värmlands län sowie der historischen Provinz Värmland und ist Hauptort der Gemeinde Grums.

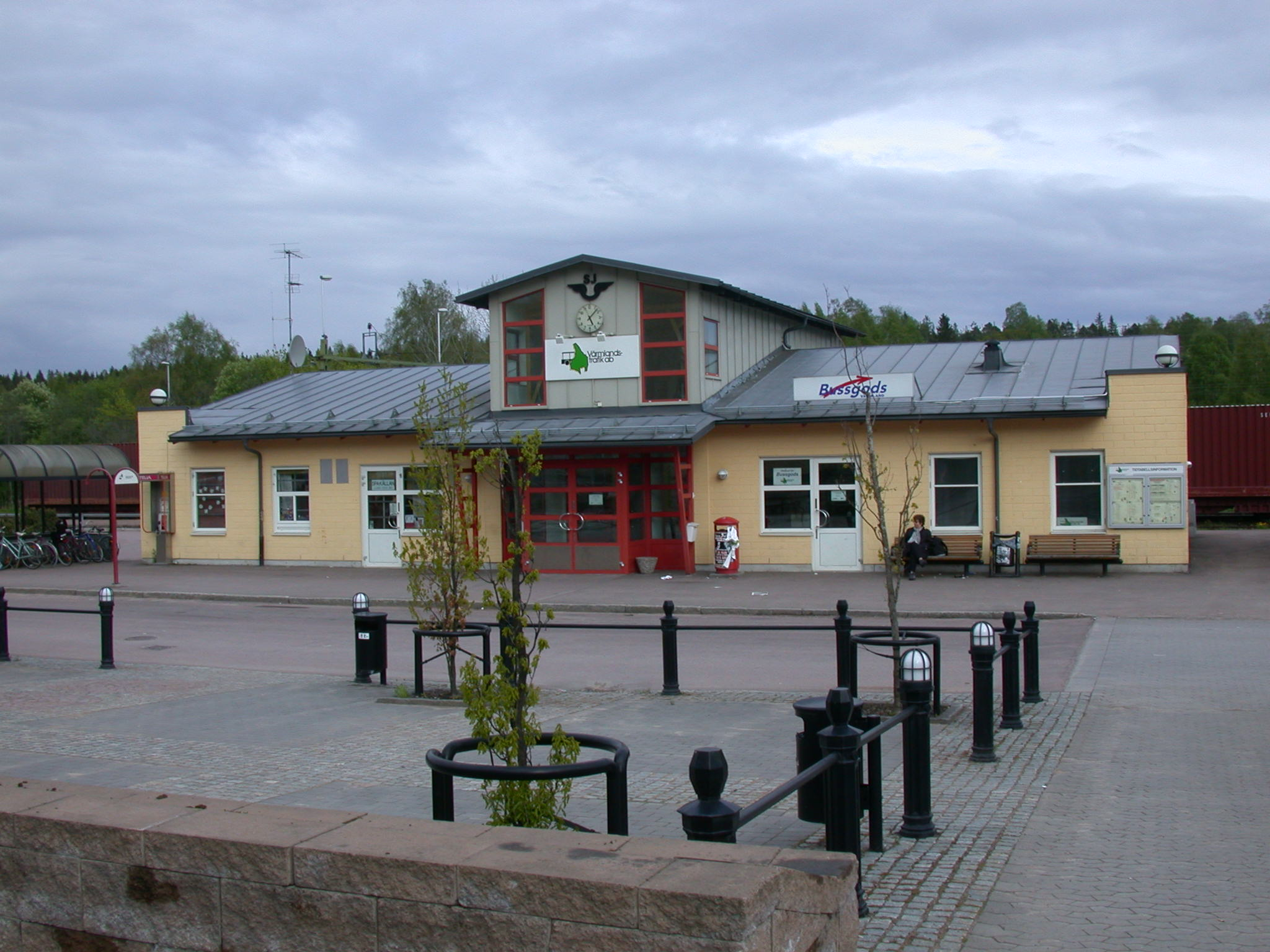
Der Bahnhof in Grums

## Geographie
Grums liegt am nordwestlichen Ufer des Vänern am Einlauf des Grumsfjords.

## Wirtschaft
Der Hauptarbeitgeber in Grums ist eine Papierfabrik des Billerud Konzerns.

## Verkehr
Grums hat einen Bahnhof an der Vänerbana.